# 加拿大印地安及北方事務部
加拿大印地安及北方事務部（英語：Indian and Northern Affairs Canada）曾是加拿大聯邦政府掌管第一民族和三個北方領地（育空地區、西北地區、努納武特地區）的部門。部名中的「印地安」是《印地安法令》（Indian Act）所定義，具有印地安身份的印地安人，現多稱作「第一民族」。印地安及北方事務部也負責因努伊特人與梅蒂人相關事務。最後一任印地安事務及北方發展部長為鄧堅。
印地安及北方事務部負責履行聯邦政府對第一民族、因努伊特人與梅蒂人的義務與承諾，並履行在憲法上對北方與託管地的責任。印地安及北方事務部也透過聯邦對話員辦事處（Office of the Federal Interlocutor）管理都市原住民、梅蒂人和未具印地安身分之印地安人（大多居住在農村地區）。印地安及北方事務部還管理聯邦領土的資源與土地，包括土地和地下資源的租賃，以及資源開採權。
該部門曾先後改名為原住民事務及北方發展部（Department of Aboriginal Affairs and Northern Development）、原住民及北方事務部（Department of Indigenous and Northern Affairs）。
2017年8月，杜魯多內閣宣布解散該部門，於2019年7月15日生效，該部門隨後重組為加拿大官方與原住民關係及北方事務部和原住民服務部。

## 外部連結
- 加拿大印地安及北方事務部（页面存档备份，存于）